# Jean-François Coen
Jean-François Coen (16 novembre 1959 à Oran) est un musicien, auteur-compositeur-interprète et producteur français.

## Biographie
Arrivé à Paris en 1965, il y étudie la guitare classique avec Ramon de Herrera.
De 1978 à 1981, bassiste et compositeur dans le groupe Modern Guy, qui enregistre en 1979 un album produit par John Cale.
Son premier album, La Tour de Pise, parait en 1993 chez Columbia (Sony Music). Le clip du premier single éponyme est réalisé par Michel Gondry.
Le deuxième album, s'intitule Vive l’Amour, Naïve Records 2004.

## Discographie
- 1993 : La tour de Pise (album)
- 1995 : Shazz remixe : Un film snob pour martien (4 versions) (cd 4 titres)
- 2004 : Vive l'amour (album)
- 2008 : Bleu comme toi, titre inédit sur l'album collectif Tombés pour Daho

## Anecdotes
- La chanson La Tour de Pise a été enregistrée précédemment dans une version alternative, sous le titre La Tour de Londres par le groupe Luna Parker.
- Son premier album a subi une erreur de référencement à la suite d'une décision du nouveau directeur du label, entraînant un épuisement rapide dans les bacs[pas clair] quelques semaines seulement après sa sortie. Cette erreur fut fatale au succès de cet album, devenu depuis un collector. On peut noter un gros code-barres sur le visuel du deuxième album.